# Vousatka prstnatá
Vousatka prstnatá (Bothriochloa ischaemum, syn.: Andropogon ischaemum, Dichanthium ischaemum) je druh trávy, tedy rostlin z čeledi lipnicovitých (Poaceae).

## Popis
Jedná se o vytrvalou bylinu, dorůstá výšky nejčastěji 25–80 cm. Je volně trsnatá, sivozelená, později i nafialovělá. Listy jsou střídavé, jednoduché, přisedlé, s listovými pochvami. Čepele listů jsou ploché, cca 2–4 mm široké, trochu brvité. Na vnější straně listu se při bázi čepele nachází místo jazýčku věneček chlupů. Květy jsou v dvojnásobně složených květenstvích. Klásky jsou uspořádány do klasů, kterých je na rostlině většinou 5–15. Klasy jsou prstnatě rozestálé a skládají zkrácený hrozen (takže na první pohled si ho můžeme splést s okolíkem). Vřeteno klasů je pokryto dlouhými bělavými chlupy. Klásky jsou v klasu uspořádány do dvojic, kdy stopkatý klásek je sterilní nebo samčí a přisedlý je oboupohlavný. Oboupohlavné klásky jsou dvoukvěté, dolní květ je sterilní, jeho plucha je bez osiny, zatímco horní květ je fertilní oboupohlavný, pouze u tohoto květu je na pluše osina, která je cca 1.5–2 cm dlouhá, kolénkatá a lysá. Pluchy květů strilního klásku jsou také bez osin. Na bázi všech klásků jsou 2 plevy, které přibližně stejné, bez osin, zašpičatělé. Plušky u sterilních květů chybí, u fertilních taky nebo jsou velmi zakrnělé, bezžilné. Tyčinky jsou 3. Plodem je obilka.

## Rozšíření ve světě
Areál je celkem rozsáhlý, roste v jižnější Evropě a Asii a v Severní Africe, v Severní Americe přirozeně neroste, ale byla sem zavlečena.

## Výskyt v Česku
Vousatka prstnatá je v Česku značně teplomilný druh, proto ji najdeme pouze v nejteplejších a nejsušších pahorkatinách středních Čech a jižní Moravy. Roste v suchých trávnících, ve stepních okách v teplomilných doubravách a na suchých mezích.